# XO Tour Llif3
XO Tour Llif3 è un singolo del rapper statunitense Lil Uzi Vert, pubblicato il 26 febbraio 2017 come primo estratto dal primo album in studio Luv Is Rage 2.
La traccia è stata prodotta da TM88 e JW Lucas.

## Descrizione
"XO Tour Llif3" è una canzone emo hip hop composta in tempo quattro quarti con una durata di tre minuti e due secondi e scritta in si minore con un tempo di 155 bpm e una progressione armonica sol maggiore 7—mi minore—sol maggiore 7—si minore—la. La canzone si ispira alla relazione e la successiva separazione nel giugno del 2016 tra Lil Uzi Vert e Brittany Byrd. I temi della canzone sono incentrati sull'abuso di sostanze, citando gli abusi di Xanax e altre droghe da prescrizione come metodo per alleviare il dolore di una separazione. Lil Uzi Vert richiama il denaro numerose volte nella traccia, con un verso che afferma "all my friends are dead" ("tutti i miei amici sono morti") riferendosi ai presidenti defunti raffigurati sulle banconote.
TM88 produsse XO Tour Llif3 con il software FL Studio. XO Tour Llif3 in origine era una collaborazione con un altro produttore, J.W Lucas. TM88 velocizzò la base originale e tagliò l'introduzione e il primo verso prima di usare il plugin di Fruity Loops Gross Beat per modificare il volume e il tempo della strumentale.

## Accoglienza
Complex e Pigeons & Planes hanno nominato la canzone come la migliore del 2017. Billboard l'ha considerata la quinta miglior canzone dell'anno, Jon Caramanica del The New York Times come l'ottava, lo staff di Rolling Stones la diciassettesima, e Entertainment Weekly come la dodicesima.

## Video musicale
Il 13 marzo 2017 è stato pubblicato sul canale YouTube del rapper un videoclip animato di XO Tour Llif3. Il video, animato da Andrew William Ralph, mostra Lil Uzi Vert tenere con una mano il volante di un'auto e un blunt accesso tra le sue dita. A giugno 2018 ha ricevuto più di 294 milioni di visualizzazioni. Il video è stato messo come non in elenco dal momento dell'uscita del video ufficiale il 4 settembre 2017.
Il 4 agosto 2017 il video testo della canzone fu pubblicato. Il video, diretto da Jered Harrison, mostra una versione animata di Uzi guidare la sua moto fuori da un aereo, con sfondo il cielo di colore viola e banconote che appaiono nella caduta, prima di atterrare tra la folla. Anche questo video fu messo non in elenco il 4 settembre 2017, ma fu reso nuovamente pubblico il 26 dicembre dello stesso anno.
Il 4 settembre 2017 fu distribuito il videoclip ufficiale del singolo, diretto dal designer Virgil Abloh comprendente cameo degli artisti dell'etichetta XO The Weeknd e Nav, fu girato in Francia, nel X arrondissement di Parigi. Il video divenne controverso dopo che si venne a sapere che i sottotitoli arabi incorporati al video, erano puramente messi per estetica, e non erano la traduzione del testo. Un traduttore arabo, che precedentemente era nel gruppo per creare i sottotitoli originali, poi tolto per ragioni sconosciute, fece notare il contenuto privo di senso ad Abloh, che rispose dicendo di adorare l'apparenza "errata". Il video ufficiale ha raggiunto, a giugno 2018, 219 milioni di visualizzazioni su YouTube.

## Successo commerciale
Il singolo entrò nella top 10 di Billboard Hot 100, dopo essere comparsa nella classifica del 4 aprile 2017, posizionandosi settima nel maggio del 2017. Spotify riconobbe la canzone come una delle tracce maggiormente riprodotte nell'estate del 2017 negli Stati Uniti.
A settembre 2017 la canzone registrava 1,3 miliardi di riproduzioni attraverso tutte le piattaforme di streaming, generando $4,5 milioni, di cui solo $900,000 andarono a Lil Uzi Vert. Lil Uzi Vert stimò $0,00069231 per riproduzione.

## Classifiche

### Classifiche settimanali
| Classifica (2017)                            | Posizione massima |
| -------------------------------------------- | ----------------- |
| Australia (ARIA)                             | 7                 |
| Australian Urban (ARIA)                      | 5                 |
| Austria (Ö3 Austria Top 40)                  | 65                |
| Belgio (Ultratop 50 Fiandre)                 | 35                |
| Belgio (Ultratop 50 Vallonia)                | 20                |
| Canada (Billboard Canadian Hot 100)          | 10                |
| Danimarca (Track Top-40)                     | 32                |
| Filippine (Philippine Hot 100)               | 69                |
| Germania (Media Control Charts)              | 77                |
| Irlanda (IRMA)                               | 45                |
| Italia (FIMI)                                | 62                |
| Nuova Zelanda (The Official NZ Music Charts) | 16                |
| Paesi Bassi (Single Top 100)                 | 60                |
| Portogallo (AFP)                             | 14                |
| Repubblica Ceca (Singles Digitál Top 100)    | 35                |
| Stati Uniti (Billboard Hot 100)              | 7                 |
| Stati Uniti (Hot R&B/Hip-Hop Songs)          | 5                 |
| Stati Uniti (Rhythmic)                       | 6                 |
| Svezia (Sverigetopplistan)                   | 33                |
| Svizzera (Schweizer Hitparade)               | 48                |
| Regno Unito (UK Singles Charts)              | 25                |
| Regno Unito (UK R&B)                         | 26                |
| Ungheria (Mahasz)                            | 33                |

### Classifiche di fine anno
| Classifica (2017) | Posizione |
| ----------------- | --------- |
| Brasile           | 171       |